# Querido diario
Querido diario (en italiano Caro diario) es una película italiana de 1993 escrita, dirigida y protagonizada por Nanni Moretti. Parcialmente autobiográfica, recoge las vivencias del director a través de tres episodios, «En mi vespa», «Islas» y «Médicos», en tono de comedia y con un estilo próximo al documental.
El largometraje se estrenó en Italia el 12 de noviembre de 1993. Posteriormente, participó en la selección oficial del Festival de Cannes de 1994, donde Nanni Moretti recibió el premio al mejor director.

## Premios y candidaturas
| Año  | Premio                        | Categoría                                           | Resultado |
| ---- | ----------------------------- | --------------------------------------------------- | --------- |
| 1994 | Festival de Cannes            | Palma de Oro                                        | Candidata |
| 1994 | Festival de Cannes            | Mejor director (Nanni Moretti)                      | Ganadora  |
| 1994 | Premios David de Donatello    | Mejor película                                      | Ganadora  |
| 1994 | Premios David de Donatello    | Mejor director (Nanni Moretti)                      | Ganadora  |
| 1994 | Premios David de Donatello    | Mejor guion (Nanni Moretti)                         | Ganadora  |
| 1994 | Premios David de Donatello    | Mejor producción (Angelo Barbagallo, Nanni Moretti) | Ganadora  |
| 1994 | Premios David de Donatello    | Mejor música (Nicola Piovani)                       | Ganadora  |
| 1994 | Nastro d'argento              | Mejor director (Nanni Moretti)                      | Ganadora  |
| 1994 | Sudbury Cinéfest              | Mejor película internacional                        | Ganadora  |
| 1994 | Festival de Cine de Estocolmo | Caballo de bronce                                   | Candidata |
| 1994 | Premios del Cine Europeo      | Premio de la crítica (FIPRESCI)                     | Ganadora  |
| 1995 | Premios César                 | Mejor película extranjera                           | Candidata |
| 1995 | Premios Sant Jordi            | Mejor película extranjera                           | Ganadora  |